# Tomáš Jirsák
Tomáš Jirsák (nascut el 29 de juny de 1984 a Vysoké Mýto) és un futbolista txec que actualment juga de centrecampista ofensiu o distribuïdor pel Wisła Kraków.